# Staib-Agar
Der Staib-Agar (auch Guizotia-abyssinica-Kreatinin-Agar, Cryptococcus-Agar nach Staib oder Nigersaat-Agar, in älterer Literatur fälschlich Negersaat-Agar) ist ein mikrobiologischer Selektiv- und Differentialnährboden zur Anzucht des krankheitsauslösenden Pilzes Cryptococcus neoformans. Als wichtigsten Bestandteil enthält er sog. Nigersaat, die Samen des Ramtillkrautes (Guizotia abyssinica).
Aus der Beobachtung, dass sich die Samen des Ramtillkrautes häufig in Futtermischungen für Vögel befinden und der Erreger Cryptococcus neoformans oft in Vogelkot nachgewiesen wird, entwickelte Friedrich Staib 1962 diesen Nährboden. Der verwendete Extrakt der Samen des Ramtillkrautes enthält Substrate, die eine zellwandständige Phenoloxidase des Pilzes enzymatisch umsetzen kann, wodurch braun-schwarzes Melanin und Melanin-ähnliche Pigmente entstehen. Die Zugabe von 1 % Kreatinin in den Agar fördert die Pigmentsynthese, etwa 1 % Glucose und ein saurer pH-Wert von etwa 5,5 unterstützen das Pilzwachstum. An der braun-schwärzlichen bis beigen Färbung der Kolonien ist der Erreger selektiv zu erkennen. Cryptococcus albidus vermag auf dem Nährboden zu wachsen, ihm fehlt jedoch die Fähigkeit zur Pigmentbildung.
Die Zugabe von Penicillin und Streptomycin unterdrückt das Wachstum von Bakterien und macht den Staib-Agar weitgehend selektiv. Aufgrund des günstigen Nährstoffangebotes ist er für C. neofomans hoch sensitiv. Der Agar wird bei 25 °C  bebrütet und nach 48 Stunden erstmals kontrolliert, für weitere zwei Wochen sollte er weiter bebrütet und beobachtet werden.